# Der Spinnenmörder
Der Spinnenmörder ist eine deutsche Fernseh-Kriminalkomödie aus dem Jahr 1978.

## Handlung
Cornelia Gorder ist eine ältere Dame, die sich mit ihrem Dienstmädchen Lizzie und ihrer Nichte Dale Ogden in einem einsamen Landhaus eingemietet hat. Das Haus gehörte einem Bankdirektor, der vor Kurzem starb und es an seinen Neffen Richard Fleming vererbte. Aus dessen Bank sind eine Million Pfund verschwunden, und es kommen nur zwei Möglichkeiten in Frage: Entweder ein ebenfalls plötzlich verschwundener Bankangestellter hat das Geld gestohlen, oder der Bankdirektor hat vor seinem Tod das Geld selbst beiseite geschafft und im Haus versteckt. In der Zeitung lesen Lizzie und Miss Gorder vom geheimnisvollen „Spinnenmörder“, der eine Spinne als Markenzeichen an den Tatorten seiner Verbrechen hinterlässt. Gorder erhält anonyme Drohungen und Aufforderungen, das Haus zu verlassen, und hat deshalb den Polizeiinspektor Anderson ins Haus geholt. Während Lizzie in ständiger Angst vor Verbrechern oder Geistern lebt, scheint sich Gorder darauf zu freuen, mal in ein Abenteuer verstrickt zu werden.
Miss Gorder möchte einen Gärtner einstellen, und als Bewerber stellt sich ein gewisser Brooks vor und wird auch angenommen. Was sie nicht weiß: Er heißt eigentlich Jack Bailey, ist der verschwundene Bankangestellte und außerdem der heimliche Verlobte ihrer Nichte Dale. Diese wiederum lädt Richard Fleming ins Haus ein, um von ihm zu erfahren, wo im Haus sich der Geheimraum mit dem Geld befindet. Er holt einen Bauplan des Hauses, will ihn Dale aber nicht aushändigen, es kommt zu einem Kampf, und plötzlich wird Fleming von der Galerie aus erschossen.
Anderson verhört alle Anwesenden, darunter auch den mit Gorder und Dale befreundeten Arzt Doctor Wells und dessen Freund Joshua Beresford. Nach einigen Verwicklungen und falschen Verdächtigungen steht ein Mann vor der Tür, der beim Öffnen der Tür ohnmächtig ins Haus fällt und, wie sich nach seinem Erwachen herausstellt, sein Gedächtnis vorübergehend verloren hat.
Es kommt zu einem Showdown im Geheimraum hinter dem Kamin, wo ein maskierter Einbrecher das Geld stehlen will, dann aber enttarnt wird: Es handelt sich um den angeblichen Inspektor Anderson. Dieser ist in Wahrheit ein Verbrecher, der den echten Anderson (den Ohnmächtigen an der Tür) überwältigt hatte.

## Stil
Der Film verbindet eine klassische Whodunit-Handlung mit eher Slapstick-artigen Gags (wie etwa einer Treppenstufe, über die jeder einmal stolpert) sowie vielen typischen Krimi-Motiven und -klischees, die in parodierender Form gezeigt werden: das neugierige ältere Fräulein, den Pfeife rauchenden Ermittler, falsche Verdächtige, ein unheimliches Haus mit knarrenden Türen, ein Geheimraum, falsche Identitäten und Gedächtnisverlust.

## Produktion
Der Spinnenmörder basiert auf dem Theaterstück The Bat von Mary Roberts Rinehart und Avery Hopwood, das 1920 erfolgreich am Broadway uraufgeführt wurde. Das Stück ist wiederum eine Adaption von Rineharts Roman The Circular Staircase von 1908.
Weitere Verfilmungen desselben Stoffes sind:
- 1926: Das Rätsel der Fledermaus
- 1930: The Bat Whispers
- 1959: Das Biest

Der Film wurde vom Hessischen Rundfunk produziert und am 30. Juli 1978 zum ersten Mal ausgestrahlt. Bei Pidax Film erschien er 2013 auf DVD.

## Rezeption
Der Film wird teils für seine Unterhaltsamkeit gelobt, aber auch dafür kritisiert, dass Spannung und Humor sich nicht ergänzen, sondern eher behindern:

„[e]in unausgegorener Mix aus Krimi und Komödie, der zur Groteske mutiert und weder besonders lustig, noch besonders spannend ist.“

„Regisseur Klingenberg kombinierte reizvoll Krimi-Spannung und Krimispaß, zog alle erdenklichen Wer-war's-Register und trieb mit den altbekannten Situationen sein intelligent-sarkastisches Spiel. Sensationen waren nicht zu verzeichnen, doch man unterhielt sich stilvoll und weit über dem Durchschnitt.“

„Der Fernsehfilm aus den späten 1970ern kann sich nicht recht entscheiden, ob er ein Krimi oder eine Komödie sein will und gerät zu einem recht wirren Genremix. Die Zutaten - altes englisches Landhaus, unerschrockene alte Dame, gruseliger Mörder und undurchsichtiger Inspektor - reichen aber für eineinhalb Stunden mittelgute Unterhaltung mit einem Anflug von Gänsehaut.“